# 2. deild Wysp Owczych (1980)
W roku 1980 odbyła się 37. edycja 2. deild Wysp Owczych – drugiej ligi piłki nożnej Wysp Owczych. W rozgrywkach brało udział 8 klubów z całego archipelagu. Klub z pierwszego miejsca awansował do 1. deild. W sezonie 1980 był to B68 Toftir. Klub z ostatniego miejsca spadał do 3. deild, a w roku 1980 był to HB II Tórshavn.

## Uczestnicy
| Uczestnicy 2. deild Wysp Owczych 1979                                                                         | Uczestnicy 2. deild Wysp Owczych 1979 | Uczestnicy 2. deild Wysp Owczych 1979 | Uczestnicy 2. deild Wysp Owczych 1979 |
| --- | ------------------------------------- | ------------------------------------- | ------------------------------------- |
| B68 | B68 Toftir                            | 2                                     |                                       |
| Royn | Royn Hvalba                           | 3                                     |                                       |
| SÍ | SÍ Sørvágur                           | 4                                     |                                       |
| Fram | Fram Tórshavn                         | 5                                     |                                       |
| HBII | HB II Tórshavn                        | 6                                     |                                       |
| EB | EB Eiði                               | 7                                     |                                       |
| Spadek z 1. deild Wysp Owczych 1979                                                                           |                                       |                                       |                                       |
| NSÍ | NSÍ Runavík                           | 8                                     |                                       |
| Awans z 3. deild Wysp Owczych 1979                                                                            |                                       |                                       |                                       |
| TB II | TB II Tvøroyri                        | 1                                     |                                       |
| Oznaczenia: - kolumna pierwsza – skróty nazw drużyn, - kolumna trzecia – miejsce zajęte w poprzednim sezonie. |                                       |                                       |                                       |

## Tabela ligowa
| Lp. | Drużyna            | M  | Z  | R | P | Bramki | Bramki | Różn. | Pkt | Uwagi              |
| --- | ------------------ | -- | -- | - | - | ------ | ------ | ----- | --- | ------------------ |
| 1   | B68 Toftir (M) (A) | 14 | 11 | 2 | 1 | 43     | 10     | +33   | 24  | Awans do 1. deild  |
| 2   | Royn Hvalba        | 14 | 7  | 4 | 3 | 21     | 9      | +12   | 18  |                    |
| 3   | Fram Tórshavn      | 14 | 6  | 3 | 5 | 20     | 19     | +1    | 15  |                    |
| 4   | NSÍ Runavík        | 14 | 6  | 2 | 6 | 16     | 17     | −1    | 14  |                    |
| 5   | EB Eiði            | 14 | 5  | 4 | 5 | 17     | 26     | −9    | 14  |                    |
| 6   | SÍ Sørvágur        | 14 | 4  | 4 | 6 | 15     | 21     | −6    | 12  |                    |
| 7   | TB II Tvøroyri     | 14 | 2  | 4 | 8 | 19     | 27     | −8    | 8   |                    |
| 8   | HB II Tórshavn (S) | 14 | 2  | 3 | 9 | 14     | 36     | −22   | 7   | Spadek do 3. deild |